# Vidre egipci

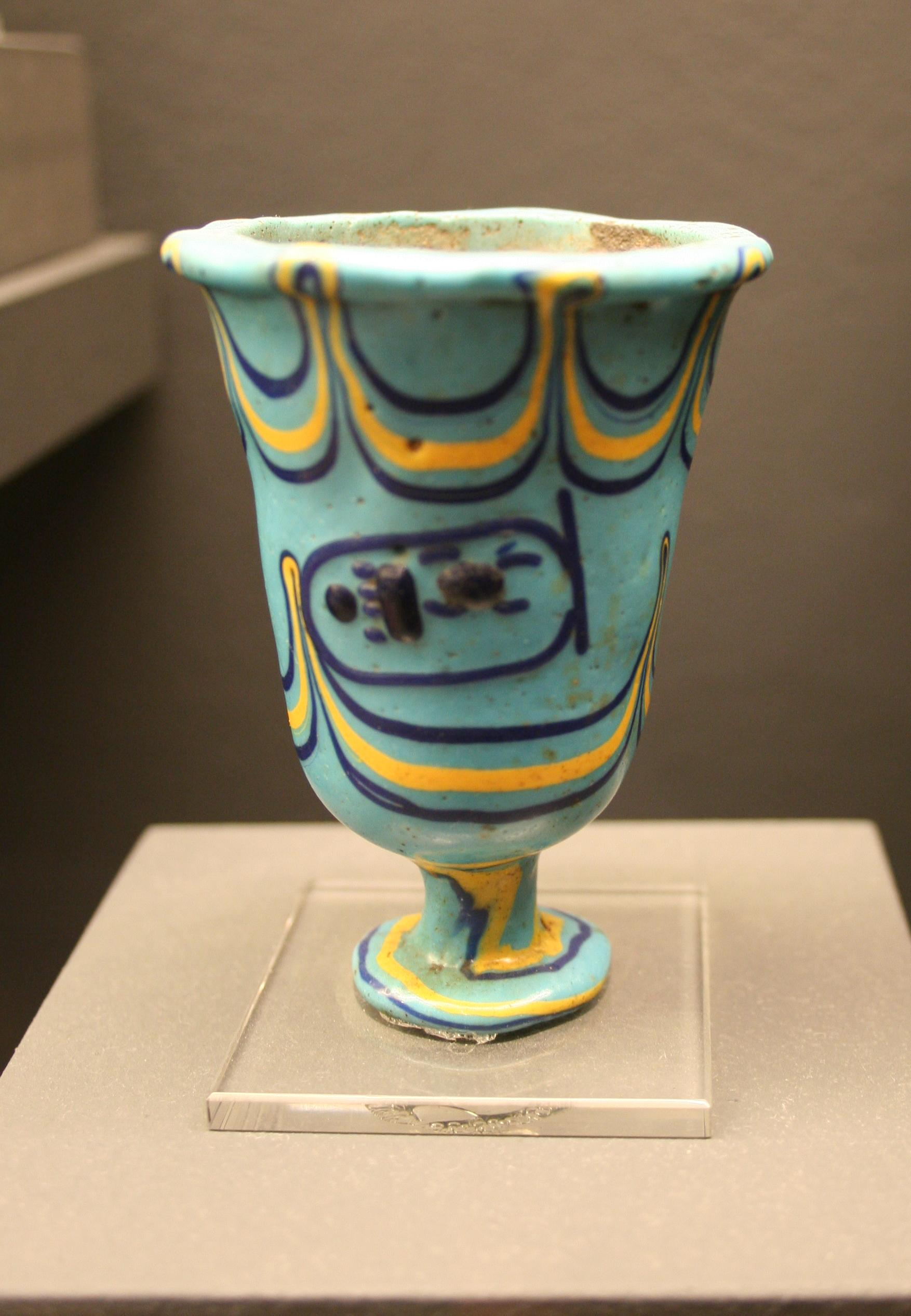
Atuell vidriada de l'època de Thutmose III, exposada al Museu de Múnic.

El vidre va ser utilitzat des d'èpoques molt antigues pels artesans egipcis en l'elaboració de comptes per collarets i braçalets, ulls per estàtues, figuretes i amulets variats, plaquetes per adorn de mobles, imitacions de pedres fines amb gran similitud i en atuells i petites estàtues de colors diferents.
Els primers atuells van ser elaborats durant el regnat de Thutmose III (1500 aC). Es realitzaven amb la tècnica de modelat sobre un nucli d'argila. Probablement van ser els artesans asiàtics els que van establir la manufactura del vidre a Egipte. Va florir a Egipte i Mesopotàmia fins a 1200 aC, posteriorment va cessar gairebé per complet durant diversos segles.
Aquestes atuells solen ser flascons cilíndrics i anforita allargades i estretes sovint decorades amb ratlles multicolors al llarg, en ziga-zaga o en ones, de vegades amb figures i imitacions de filigranes i altres capritxos. Es van trobar aquests objectes en les tombes i gairebé sempre ofereixen escassa transparència i curioses irisacions a la superfície, descomponent-se en escamitas en tocar-los: tot això és a causa de les impureses de la pasta i la seva mateixa antiguitat unit als elements destructors de l'ambient.
Hi ha també vidres incolors i molt transparents, però l'origen d'aquests pot remuntar més enllà de l'època saïta (dinastia XXVI, segle VII aC) com són els que es custodien al Museu Britànic de procedència fenícia o imitant els d'aquest origen. Els més capritxosos, de la mateixa època (filigranat, tallats i amb fins relleus figuratius) es troben en diversos museus d'Egipte. Amb la dominació grega dels Ptolomeos va seguir en augment la perfecció dels vidres egipcis, sent Alexandria el centre productor més famós i preferit del comerç grec i romà.